# Cruz del papa Francisco (Quito)
La Cruz del papa Francisco es un conjunto escultórico de carácter público ubicado en la ciudad de Quito (Ecuador), obra del arquitecto y diseñador Mario Áreas. Se encuentra ubicado en el lado oriental del parque Bicentenario, al norte de la urbe.
Fue levantado a mediados del 2015 para conmemorar la misa campal que el papa Francisco celebró en el parque el 7 de julio de 2015, en el marco de su visita a Ecuador, aunque su inauguración oficial se realizó el sábado 4 de julio, con la presencia del alcalde Mauricio Rodas y el obispo auxiliar de Quito, monseñor Danilo Echeverría, quien fue el encargado de bendecir el monumento. Concebida por el arquitecto y diseñador Mario Áreas, quien presentó el proyecto al Municipio de Quito a un costo total de 220,000 dólares americanos, la cruz tiene 18 metros de alto y fue fabricada en hormigón, aluminio, acero, porcelanato y vidrio templado. Los técnicos encargados de levantarla fueron el Ingeniero Juan Carlos Chávez y el arquitecto cuencano Igor Muñoz.
El conjunto escultórico se erige en una superficie de 600m², y está basado en la famosa Cruz de Dozulé, que fue erigida en Normandía en 1972 por un supuesto pedido de Jesús en una visión de Madeleine Aumont, que aseguraba que su construcción salvaría al mundo de la catástrofe total. Desde entonces se levantaron réplicas por todo el planeta.
A pesar de ello, el arquitecto Áreas hizo algunos cambios significativos en la estructura levantada en Quito; entre ellos se encuentran dos brazos que la sostienen en el aire como símbolo de la humanidad orando al cielo, quince cables de acero que la anclan al suelo en representación de las catorce estaciones del viacrucis y uno adicional por la resurrección de Jesús, todo dispuesto alrededor de un espejo de agua de 25cm de profundidad, con una pila bautismal que representa el nacimiento de la religión católica. El color blanco con el que está pintada la mayor parte de la estructura significa la pureza de la fe, mientras que la iluminación nocturna simboliza la bendición que la cruz esparce sobre la ciudad.